# Kypello Ellados 1974-1975
La Coppa di Grecia 1974-1975 è stata la 33ª edizione del torneo. La competizione è terminata il 18 giugno 1975. L'Olympiacos ha vinto il trofeo per la sedicesima volta, battendo in finale il Panathīnaïkos.

## Primo turno
| Squadra 1             | Risultato         | Squadra 2             |
| --------------------- | ----------------- | --------------------- |
| Rouf                  | 1 – 2             | Olympiakos Liosia     |
| Panīleiakos           | 2 – 1             | Panarkadikos          |
| Patrasso              | 3 – 2             | Ionikos               |
| Fostiras              | 1 – 2             | AO Chania             |
| Ikaros Atene          | 1 – 2             | Kallithea             |
| Anagennisi Arta       | 2 – 0 a tav.      | Syro                  |
| Korinthos             | 0 – 3             | Panelefsiniakos       |
| Panargeiakos          | 4 – 1             | Vyzas                 |
| Kerkyra               | 2 – 1             | OFI Creta             |
| Chalkis               | 0 – 1             | Panaitōlikos          |
| Trikala               | 3 – 1             | Proodeftikī           |
| Karditsa              | 2 – 0 a tav.      | Fivos Kremastis       |
| Diagoras              | 0 – 1             | Olympiakos Volos      |
| Nikī Volo             | 1 – 3             | Moschato              |
| Apollōn Smyrnīs       | 3 – 0             | Lamia                 |
| Rodos                 | 2 – 1             | Dimitra Trikala       |
| Doxa Vyrona           | 1 – 0             | Koropi                |
| Levadeiakos           | 2 – 0             | Panaspropyrgiakos     |
| Atromītos Pireo       | 2 – 0             | Anagennīsī Karditsa   |
| Īlisiakos             | 1 – 0             | Acharnaïkos           |
| GAS Veria             | 2 – 1 (dts)       | Anagennīsī Epanomī    |
| Apollōn Kalamarias    | 2 – 1             | Nestos Chrysoupoli    |
| Pierikos              | 2 – 0             | Naoussa               |
| Finikas Polichni      | 1 – 1 (5 – 4 dtr) | Panthrakikos          |
| Doxa Dramas           | 7 – 0             | Achille Farsala       |
| Kozani                | 1 – 0 (dts)       | Makedonikos           |
| Pandramaïkos          | 1 – 0             | Nea Moudania          |
| Kilkisiakos           | 3 – 0             | Skoda Xanthi          |
| Ethnikos Sidirokastro | 3 – 1             | Makedonikos Siatistas |
| Edessaïkos            | 0 – 0 (4 – 3 dtr) | Almopos Arideas       |

## Turno addizionale
| Squadra 1       | Risultato | Squadra 2 |
| --------------- | --------- | --------- |
| Atromītos Pireo | 2 – 1     | Moschato  |

## Secondo turno
| Squadra 1          | Risultato         | Squadra 2             |
| ------------------ | ----------------- | --------------------- |
| Panaitōlikos       | 3 – 0             | Patrasso              |
| Kallithea          | 2 – 0 a tav.      | Kerkyra               |
| Olympiakos Liosia  | 1 – 2             | AO Chania             |
| Anagennisi Arta    | 2 – 0             | Panelefsiniakos       |
| Panargeiakos       | 3 – 1             | Panīleiakos           |
| Rodos              | 2 – 1             | Atromītos Pireo       |
| Doxa Vyrona        | 1 – 2             | Īlisiakos             |
| Trikala            | 1 – 0             | Levadeiakos           |
| Karditsa           | 3 – 0             | Apollōn Smyrnīs       |
| Apollōn Kalamarias | 0 – 0 (5 – 4 dtr) | Doxa Dramas           |
| Finikas Polichni   | 3 – 1             | Kozani                |
| GAS Veria          | 1 – 0             | Edessaïkos            |
| Kilkisiakos        | 0 – 0 (5 – 6 dtr) | Ethnikos Sidirokastro |
| Pandramaïkos       | 2 – 0             | Pierikos              |

## Sedicesimi di finale
| Squadra 1        | Risultato         | Squadra 2             |
| ---------------- | ----------------- | --------------------- |
| Panathīnaïkos    | 2 – 0             | PAS Giannina          |
| Olympiakos Volos | 1 – 1 (2 – 3 dtr) | Kallithea             |
| Egaleo           | 4 – 1             | Finikas Polichni      |
| Arīs Salonicco   | 2 – 1 (dts)       | Larissa               |
| Trikala          | 1 – 1 (4 – 5 dtr) | Īraklīs               |
| Ethnikos Pireo   | 0 – 2             | AEK Atene             |
| Rodos            | 1 – 1 (5 – 3 dtr) | Panaitōlikos          |
| Pandramaïkos     | 1 – 0             | Apollōn Kalamarias    |
| Panachaïkī       | 0 – 0 (4 – 3 dtr) | Panserraïkos          |
| Paniōnios        | 2 – 1             | GAS Veria             |
| Anagennisi Arta  | 0 – 7             | Olympiacos            |
| Atromītos        | 3 – 2 (dts)       | Panargeiakos          |
| Karditsa         | 1 – 1 (5 – 4 dtr) | Kalamata              |
| Kavala           | 1 – 0             | Ethnikos Sidirokastro |
| PAOK             | 1 – 0             | Īlisiakos             |
| AO Chania        | 2 – 0 a tav.      | Kastoria              |

## Ottavi di finale
| Squadra 1      | Risultato   | Squadra 2     |
| -------------- | ----------- | ------------- |
| Rodos          | 2 – 0       | Kallithea     |
| Pandramaïkos   | 2 – 1 (dts) | Egaleo        |
| Olympiacos     | 1 – 0       | Panachaïkī    |
| AEK Atene      | 3 – 0       | Kavala        |
| Karditsa       | 0 – 1       | Panathīnaïkos |
| AO Chania      | 0 – 1       | PAOK          |
| Atromītos      | 0 – 2       | Īraklīs       |
| Arīs Salonicco | 1 – 2       | Paniōnios     |

## Quarti di finale
| Squadra 1  | Risultato | Squadra 2     |
| ---------- | --------- | ------------- |
| Rodos      | 1 – 2     | Panathīnaïkos |
| PAOK       | 1 – 0     | Paniōnios     |
| Olympiacos | 4 – 1     | Pandramaïkos  |
| Īraklīs    | 1 – 0     | AEK Atene     |

## Semifinali
| Squadra 1  | Risultato | Squadra 2     |
| ---------- | --------- | ------------- |
| Īraklīs    | 1 – 2     | Panathīnaïkos |
| Olympiacos | 4 – 0     | PAOK          |

## Finale
| Arbitro: | Gianfranco Menegalli ( Italia) |

|               |           |  |
| Davourlis 35’ | Marcatori |  |